# Stadion im. Jeorjosa Kamarasa
Stadion im. Jeorjosa Kamarasa (gr. Γήπεδο Γεώργιος Καμάρας, Jipedo Jeorjos Kamaras) – stadion piłkarski w Atenach, stolicy Grecji. Został otwarty w 1948 roku. Może pomieścić 14 200 widzów. Swoje spotkania rozgrywają na nim piłkarze klubu Apollon Smyrnis.
Stadion Apollonu Smyrnis zlokalizowany w Rizupoli, przedmieściach Aten, został otwarty w 1948 roku. Na początku powstała trybuna główna, po stronie północno-wschodniej. W 1961 roku otwarto trybunę po naprzeciwległej stronie, a w roku 1972 oddano do użytku trybunę za bramką, od strony południowo-wschodniej, co nadało trybunom kształt podkowy (za bramką od strony północno-zachodniej nie ma trybun, znajduje się tam hala sportowa). W 2002 roku na obiekt tymczasowo (na dwa sezony) wprowadził się klub Olympiakos, w związku z czym stadion został zmodernizowany (Olympiakos rozgrywał na tym obiekcie również swoje mecze w ramach Ligi Mistrzów), m.in. zainstalowano plastikowe krzesełka, dach nad trybuną główną i sztuczne oświetlenie. W 2003 roku stadion otrzymał imię byłego gracza Apollonu, Jeorjosa Kamarasa.